# Aloe umfoloziensis
Aloe umfoloziensis ist eine Pflanzenart der Gattung der Aloen in der Unterfamilie der Affodillgewächse (Asphodeloideae). Das Artepitheton umfoloziensi verweist auf das Vorkommen der Art nahe dem Umfolozi River in Südafrika.

## Beschreibung

### Vegetative Merkmale
Aloe umfoloziensis wächst stammlos oder kurz stammbildend, ist einfach oder sprosst in der Regel und bildet dann Gruppen. Der Stamm erreicht eine Länge bis zu 30 Zentimeter. Die etwa 20 lanzettlich verschmälerten Laubblätter bilden eine dichte Rosette. Die grüne bis bräunlich grüne Blattspreite ist 20 bis 25 Zentimeter lang und 8 bis 9 Zentimeter breit. Auf ihr befinden sich zahlreiche trübweiße längliche Flecken, die zerstreut oder in unterbrochenen Querbändern angeordnet sind. Die heller grüne Blattunterseite ist gefleckt oder auch nicht und meist etwas liniert. Die stechenden Zähne am Blattrand sind 3 bis 5 Millimeter lang und stehen 10 bis 15 Millimeter voneinander entfernt.

### Blütenstände und Blüten
Der Blütenstand weist fünf bis acht Zweige auf und erreicht eine Länge von 100 bis 150 Zentimeter. Die unteren Zweige sind gelegentlich nochmals verzweigt. Die ziemlich dichten, kopfigen Trauben sind 7 bis 9 Zentimeter lang und 7 Zentimeter breit. Die deltoid spitz zulaufenden Brakteen weisen eine Länge von 8 bis 12 Millimeter auf. Die korallenroten Blüten stehen an 10 bis 15 Millimeter langen Blütenstielen. Sie sind 33 bis 38 Millimeter lang und an ihrer Basis gestutzt. Auf Höhe des Fruchtknotens weisen die Blüten einen Durchmesser von 8 bis 9 Millimeter auf. Darüber sind sie abrupt auf 5 bis 6 Millimeter verengt und schließlich zur Mündung erweitert. Ihre äußeren Perigonblätter sind auf einer Länge von 8 bis 9 Millimetern nicht miteinander verwachsen. Die Staubblätter und der Griffel ragen kaum aus der Blüte heraus.

## Systematik und Verbreitung
Aloe umfoloziensis ist in der südafrikanischen Provinz KwaZulu-Natal in Grasland mit zerstreuten Bäumen in Höhen von 800 bis 1000 Metern verbreitet.
Die Erstbeschreibung durch Gilbert Westacott Reynolds wurde 1937 veröffentlicht.

## Nachweise